# Houlbec-près-le-Gros-Theil
Houlbec-près-le-Gros-Theil è un ex comune francese di 122 abitanti situato nel dipartimento dell'Eure nella regione della Normandia. Dal 1º gennaio 2017 è stato accorpato con altri 2 comuni per formare il nuovo comune di Les Monts du Roumois, del quale è divenuto comune delegato. 

## Società

### Evoluzione demografica
Abitanti censiti